# メルギューくん
メルギューくんは、富山県小矢部市のPRマスコットキャラクターである。火牛をモチーフとしており、倶利伽羅峠の戦いの際に活躍した火牛の子孫という設定である。

## 概要
1183年（寿永2年）小矢部市で起きた倶利伽羅峠の戦いの際、木曾義仲軍は牛の角に松明をくくりつけて敵中に放ったと言われる。その牛をモチーフに源平火牛まつりの火牛の計レースが始まった1999年（平成11年）に作成された。名前の頭の「メル」は小矢部市が国内外の代表的な洋風建築物をモデルにしたメルヘン建築物が多く建てられ「メルヘンの街おやべ」と呼ばれていることに因む。現在では家族とともに稲葉山に住んでおり、おなかには稲葉山牧場の牛舎を見て育ったことからできたメルヘン建築の模様に「OYABE」の文字が入っている。また、性格としては、「おちゃめで、わんぱく、人なつっこくて、食いしん坊」であり、住んでいる稲葉山以外にも宮島峡、倶利伽羅峠などで駆け回っているという。
2002年（平成14年）にはメルギューくんの彼女としてメルモモちゃんが生まれた。2人は仲が良く、2012年（平成24年）のバレンタインデー、ホワイトデーには「恋人の聖地」に認定されている同市のクロスランドおやべにて、プレゼントを渡しあっている。メルモモちゃんは倶利伽羅県定公園に住み、おなかのハートはクロスランドおやべにある「ハートアイランド」からハートの模様が描かれている。
2015年（平成27年）の第6回「ゆるキャラグランプリ」ご当地部門で、メルモモちゃんとともに、第5回の66位から大躍進の5位入賞を果たす。県勢のゆるキャラではこれまでの最高位である。
両マスコットは、フランスのパリで行われる「ジャパンエキスポ・パリ」に2016年（平成28年）に出演。2017年（平成29年）も出演した。